# Carmen Lelia Cristóbal
Carmen Lelia Cristóbal (1932 - ) é uma botânica e taxônoma argentina.
Em 1959 obteve seu doutorado em botânica na Universidade Nacional de Tucumán. Sua tese versou sobre o gênero botânico Ayenia.
Tem desenvolvido atividades científicas no "Departamento de Botânica" da Universidade Nacional do Nordeste, desde 1964, em taxonomia de plantas nativas americanas. É especialista de renome mundial sobre a família das Esterculiáceas. Também desenvolveu a carreira de pesquisadora no CONICET.
Faz parte da "Comissão redatora científica" da prestigiosa revista "Darwiniana".

## Algumas publicações
- 1999. Sterculiaceae. En: Catálogo de las plantas vasculares de la República Argentina II.1 Ed. St.Louis, Missouri, EE.UU.: Zuloaga, F.O. O. Morrone
- 2001. El polen de Helicteres (Sterculiaceae) y su comparación con Géneros vecinos. Bonplandia, Vol. 11, Nº 1, p. 207-229
- 2001. Taxonomía del Género Helicteres (Sterculiaceae). Revisión de las especies americanas. Bonplandia, Vol. 11, Nº 1, p. 1-206